# كيم سونغ يون (ممثلة مواليد 1983)
كيم سونغ يون (بالكورية: 김성은)‏ هي ممثلة كورية جنوبية. ولدت يوم 16 سبتمبر 1983 في انيانغ في كوريا الجنوبية.

## روابط خارجية
- كيم سونغ يون (ممثلة مواليد 1983) على موقع IMDb (الإنجليزية)
- كيم سونغ يون (ممثلة مواليد 1983) على موقع قاعدة بيانات الفيلم (الإنجليزية)
- كيم سونغ يون (ممثلة مواليد 1983) على موقع كينوبويسك (الروسية)